# (9112) Hatsulars
(9112) Hatsulars – planetoida z pasa głównego asteroid okrążająca Słońce w ciągu 5 lat i 190 dni w średniej odległości 3,12 j.a. Została odkryta 31 stycznia 1997 roku w obserwatorium w Ōizumi przez Takao Kobayashiego. Nazwa planetoidy pochodzi od żeńskiego chóru Hatsulars, założonego w 1997 roku w Kakegawie. Przed nadaniem nazwy planetoida nosiła oznaczenie tymczasowe (9112) 1997 BU3.